# ÷ Tour
÷ Tour (pronunciado "divide tour") es la tercera gira mundial de conciertos del cantante y compositor inglés Ed Sheeran, en apoyo a su tercer álbum de estudio, ÷ (pronunciado /dɪˈvaɪd/). La gira comenzó en Turín, Italia, el 16 de marzo de 2017. Hasta el momento fueron anunciadas 216 fechas, repartidas en Europa, América Latina, Norteamérica, Asia, Oceanía y África, de las cuales 6 fechas fueron canceladas, una en Norteamérica por problemas con la seguridad y cinco en el continente asiático por un accidente en bicicleta que tuvo el cantante en Londres, previos días a comenzar la gira por dicho continente.
En agosto de 2019 se convirtió oficialmente en la gira con mayor recaudación de la historia superando el récord impuesto en 2011 por U2.

## Antecedentes
El 26 de enero de 2017, a través de redes sociales, Sheeran dio a conocer las fechas de la gira para Europa. Horas más tarde, a través de las mismas redes, se dieron a conocer las fechas para Latinoamérica. Sheeran hace su debut en países como Costa Rica, Puerto Rico y México.

## Actos de apertura

### Europa
- Anne-Marie & Ryan McMullan (16 de marzo de 2017 - 3 de mayo de 2017)[12]
- Anne-Marie & Jamie Lawson (4 de mayo de 2018 - 12 de agosto de 2018)
- Beoga (4 de mayo de 2018 - 19 de mayo de 2018)

### Latinoamérica
- Antonio Lulic (13 de mayo de 2017 - 2 de junio de 2017, 6 de junio de 2017 - 14 de junio de 2017)[13]
- Intimate Stranger (15 y 16 de mayo de 2017)[14]
- Benjamín Amadeo (20 de mayo de 2017)[15]
- Sebastián Yatra (2 de junio de 2017)[16]
- Yebba Smith (4 de junio de 2017)[17]

### Norteamérica
- James Blunt (29 de junio de 2017 - 7 de septiembre de 2017, 12 de septiembre de 2017 - 7 de octubre de 2017)[18]
- Joshua Radin (8 y 9 de septiembre de 2017)[19]
- Anne-Marie (18 de agosto de 2018 - 29 de septiembre de 2018)
- Snow Patrol (18 de agosto de 2018 - 10 de noviembre de 2018)
- Lauv (4 de octubre de 2018 - 10 de noviembre de 2018)

### Asia
- Lauv (11 de noviembre de 2017 - 23 de noviembre de 2017)[20]

### Oceanía
- Missy Higgins (2 de marzo de 2018 - 21 de marzo de 2018)
- Fergus James (2 de marzo de 2018 - 7 de marzo de 2018, 20 y 21 de marzo de 2018)
- Bliss n Eso (9 de marzo de 2018 - 12 de marzo de 2018)
- Ryan McMullan (15 de marzo de 2018 - 17 de marzo de 2018)
- Drax Project (24 de marzo de 2018 - 26 de marzo de 2018)
- Six60 (29 de marzo de 2018 - 1 de abril de 2018)
- Mitch James (29 de marzo de 2018 - 1 de abril de 2018)

## Repertorio
Esta lista de canciones corresponde al show del 16 de marzo en Turín.
1. "Castle on the Hill"
2. "Eraser"
3. "The A Team"
4. "Don't" / "New Man"
5. "Lego House"
6. "I'm a Mess"
7. "Happier"
8. "Galway Girl"
9. "How Would You Feel"
10. "Human" (cover de Rag'n' Bone Man)
11. "I See Fire"
12. "Photograph"
13. "Perfect"
14. "Bloodstream"
15. "Thinking Out Loud"
16. "Sing"

Encore
1. "Shape of You"
2. "You Need Me, I Don't Need You"
3. "What Do I Know?"

## Fechas
| Día                      | Ciudad             | País                   | Recinto                        | Entradas                    | Recaudación  |
| Europa                   | Europa             | Europa                 | Europa                         | Europa                      | Europa       |
| ------------------------ | ------------------ | ---------------------- | ------------------------------ | --------------------------- | ------------ |
| 16 de marzo de 2017      | Turín              | Italia                 | Palasport Olimpico             | 23,255 / 23,255             | $1,223,750   |
| 17 de marzo de 2017      | Turín              | Italia                 | Palasport Olimpico             | 23,255 / 23,255             | $1,223,750   |
| 19 de marzo de 2017      | Zúrich             | Suiza                  | Hallenstadion                  | 14,000 / 14,000             | $1,156,950   |
| 20 de marzo de 2017      | Múnich             | Alemania               | Olympiahalle                   | 12,076 / 12,076             | $932,166     |
| 22 de marzo de 2017      | Mannheim           | Alemania               | SAP Arena                      | 10,843 / 10,843             | $753,785     |
| 23 de marzo de 2017      | Colonia            | Alemania               | Lanxess Arena                  | 16,223 / 16,223             | $1,138,720   |
| 26 de marzo de 2017      | Hamburgo           | Alemania               | Barclaycard Arena              | 12,779 / 13,227             | $837,705     |
| 27 de marzo de 2017      | Berlín             | Alemania               | Mercedes-Benz Arena            | 14,104 / 14,104             | $1,036,360   |
| 28 de marzo de 2017      | Londres            | Reino Unido            | Royal Albert Hall              | Festival                    | Festival     |
| 30 de marzo de 2017      | Estocolmo          | Suecia                 | Ericsson Globe                 | 14,024 / 14,024             | $1,024,640   |
| 1 de abril de 2017       | Herning            | Dinamarca              | Jyske Bank Boxen               | 14,814 / 14,996             | $1,268,380   |
| 3 de abril de 2017       | Ámsterdam          | Países Bajos           | Ziggo Dome                     | 33,255 / 33,255             | $2,115,870   |
| 4 de abril de 2017       | Ámsterdam          | Países Bajos           | Ziggo Dome                     | 33,255 / 33,255             | $2,115,870   |
| 5 de abril de 2017       | Amberes            | Bélgica                | Sportpaleis                    | 21,109 / 21,151             | $1,325,480   |
| 6 de abril de 2017       | París              | Francia                | AccorHotels Arena              | 15,988 / 15,988             | $801,973     |
| 8 de abril de 2017       | Madrid             | España                 | WiZink Center                  | 15,748 / 15,748             | $908,417     |
| 9 de abril de 2017       | Barcelona          | España                 | Palau Sant Jordi               | 17,476 / 17,476             | $955,236     |
| 12 de abril de 2017      | Dublín             | Irlanda                | 3Arena                         | 25,538 / 25,538             | $2,156,330   |
| 13 de abril de 2017      | Dublín             | Irlanda                | 3Arena                         | 25,538 / 25,538             | $2,156,330   |
| 16 de abril de 2017      | Glasgow            | Reino Unido            | The Hydro                      | 25,220 / 25,220             | $1,997,460   |
| 17 de abril de 2017      | Glasgow            | Reino Unido            | The Hydro                      | 25,220 / 25,220             | $1,997,460   |
| 19 de abril de 2017      | Newcastle          | Reino Unido            | Metro Radio Arena              | 21,558 / 21,558             | $1,657,950   |
| 20 de abril de 2017      | Newcastle          | Reino Unido            | Metro Radio Arena              | 21,558 / 21,558             | $1,657,950   |
| 22 de abril de 2017      | Mánchester         | Reino Unido            | Manchester Arena               | 31,333 / 31,379             | $2,631,120   |
| 23 de abril de 2017      | Mánchester         | Reino Unido            | Manchester Arena               | 31,333 / 31,379             | $2,631,120   |
| 25 de abril de 2017      | Nottingham         | Reino Unido            | Motorpoint Arena               | 18,790 / 18,790             | $1,607,780   |
| 26 de abril de 2017      | Nottingham         | Reino Unido            | Motorpoint Arena               | 18,790 / 18,790             | $1,607,780   |
| 28 de abril de 2017      | Birmingham         | Reino Unido            | Barclaycard Arena              | 30,994 / 30,994             | $2,630,310   |
| 29 de abril de 2017      | Birmingham         | Reino Unido            | Barclaycard Arena              | 30,994 / 30,994             | $2,630,310   |
| 1 de mayo de 2017        | Londres            | Reino Unido            | The O2 Arena                   | 55,708 / 55,708             | $5,093,280   |
| 2 de mayo de 2017        | Londres            | Reino Unido            | The O2 Arena                   | 55,708 / 55,708             | $5,093,280   |
| 3 de mayo de 2017        | Londres            | Reino Unido            | The O2 Arena                   | 55,708 / 55,708             | $5,093,280   |
| Latinoamérica            |                    |                        |                                |                             |              |
| 13 de mayo de 2017       | Lima               | Perú                   | Estadio Nacional del Perú      | 19,745 / 19,745             | $1,299,630   |
| 15 de mayo de 2017       | Santiago           | Chile                  | Movistar Arena                 | 26,983 / 26,983             | $2,087,600   |
| 16 de mayo de 2017       | Santiago           | Chile                  | Movistar Arena                 | 26,983 / 26,983             | $2,087,600   |
| 20 de mayo de 2017       | La Plata           | Argentina              | Estadio Ciudad de La Plata     | 33,584 / 33,584             | $2,303,960   |
| 23 de mayo de 2017       | Curitiba           | Brasil                 | Pedreira Paulo Leminski        | 17,400 / 17,400             | $1,369,190   |
| 25 de mayo de 2017       | Río de Janeiro     | Brasil                 | Jeunesse Arena                 | 12,087 / 12,087             | $995,741     |
| 28 de mayo de 2017       | São Paulo          | Brasil                 | Allianz Parque                 | 37,075 / 37,075             | $3,379,710   |
| 30 de mayo de 2017       | Belo Horizonte     | Brasil                 | Estadio Mineirão               | 14,143 / 14,143             | $1,039,570   |
| 2 de junio de 2017       | Bogotá             | Colombia               | Parque Simón Bolívar           | 15,588 / 15,588             | $1,176,970   |
| 4 de junio de 2017       | San Juan           | Puerto Rico            | Coliseo José Miguel Agrelot    | 14,426 / 14,426             | $1,017,458   |
| 6 de junio de 2017       | Alajuela           | Costa Rica             | Parque Viva                    | 17,464 / 17,464             | $1,288,350   |
| 10 de junio de 2017      | Ciudad de México   | México                 | Palacio de los Deportes        | 21,429 / 21,500             | $1,333,238   |
| 12 de junio de 2017      | Guadalajara        | México                 | Arena VFG                      | 11,648 / 12,204             | $966,096     |
| 14 de junio de 2017      | Monterrey          | México                 | Auditorio Banamex              | 7,865 / 8,084               | $910,014     |
| Europa                   |                    |                        |                                |                             |              |
| 22 de junio de 2017      | Londres            | Reino Unido            | The O2 Arena                   | 18,552 / 19,085             | $1,678,980   |
| 25 de junio de 2017      | Pilton             | Reino Unido            | Worthy Farm                    | Festival                    | Festival     |
| Norteamérica             |                    |                        |                                |                             |              |
| 29 de junio de 2017      | Kansas City        | Estados Unidos         | Sprint Center                  | 13,382 / 13,382             | $1,217,313   |
| 30 de junio de 2017      | Des Moines         | Estados Unidos         | Wells Fargo Arena              | 13,375 / 13,375             | $1,078,939   |
| 1 de julio de 2017       | Saint Paul         | Estados Unidos         | Xcel Energy Center             | 14,938 / 14,938             | $1,375,063   |
| 7 de julio de 2017       | Toronto            | Canadá                 | Air Canada Centre              | 30,516 / 30,516             | $2,554,110   |
| 8 de julio de 2017       | Toronto            | Canadá                 | Air Canada Centre              | 30,516 / 30,516             | $2,554,110   |
| 9 de julio de 2017       | Búfalo             | Estados Unidos         | KeyBank Center                 | 14,305 / 14,305             | $1,167,095   |
| 11 de julio de 2017      | Filadelfia         | Estados Unidos         | Wells Fargo Center             | 28,922 / 28,922             | $2,633,260   |
| 12 de julio de 2017      | Filadelfia         | Estados Unidos         | Wells Fargo Center             | 28,922 / 28,922             | $2,633,260   |
| 14 de julio de 2017      | Uncasville         | Estados Unidos         | Mohegan Sun Arena              | 13,670 / 13,670             | $1,384,770   |
| 15 de julio de 2017      | Uncasville         | Estados Unidos         | Mohegan Sun Arena              | 13,670 / 13,670             | $1,384,770   |
| 18 de julio de 2017      | Quebec             | Canadá                 | Vidéotron Centre               | 13,611 / 13,611             | $1,162,530   |
| 19 de julio de 2017      | Montreal           | Canadá                 | Centre Bell                    | 15,264 / 15,264             | $1,281,710   |
| 22 de julio de 2017      | Winnipeg           | Canadá                 | MTS Centre                     | 11,843 / 11,843             | $1,009,380   |
| 23 de julio de 2017      | Saskatoon          | Canadá                 | SaskTel Centre                 | 12,585 / 12,585             | $1,059,270   |
| 25 de julio de 2017      | Edmonton           | Canadá                 | Rogers Place                   | 27,411 / 27,411             | $2,343,200   |
| 26 de julio de 2017      | Edmonton           | Canadá                 | Rogers Place                   | 27,411 / 27,411             | $2,343,200   |
| 28 de julio de 2017      | Vancouver          | Canadá                 | Rogers Arena                   | 14,070 / 14,070             | $1,212,330   |
| 29 de julio de 2017      | Tacoma             | Estados Unidos         | Tacoma Dome                    | 19,538 / 19,538             | $1,575,039   |
| 30 de julio de 2017      | Portland           | Estados Unidos         | Moda Center                    | 13,420 / 13,420             | $1,074,959   |
| 1 de agosto de 2017      | Sacramento         | Estados Unidos         | Golden 1 Center                | 13,424 / 13,424             | $1,220,937   |
| 2 de agosto de 2017      | Oakland            | Estados Unidos         | Oracle Arena                   | 13,662 / 13,662             | $1,219,722   |
| 4 de agosto de 2017      | Las Vegas          | Estados Unidos         | T-Mobile Arena                 | 15,243 / 15,243             | $1,326,231   |
| 5 de agosto de 2017      | Glendale           | Estados Unidos         | Gila River Arena               | 13,654 / 13,654             | $1,239,478   |
| 6 de agosto de 2017      | San Diego          | Estados Unidos         | Valley View Casino Center      | 10,233 / 10,233             | $917,154     |
| 10 de agosto de 2017     | Los Ángeles        | Estados Unidos         | Staples Center                 | 40,731 / 40,731             | $3,622,204   |
| 11 de agosto de 2017     | Los Ángeles        | Estados Unidos         | Staples Center                 | 40,731 / 40,731             | $3,622,204   |
| 12 de agosto de 2017     | Los Ángeles        | Estados Unidos         | Staples Center                 | 40,731 / 40,731             | $3,622,204   |
| 15 de agosto de 2017     | Denver             | Estados Unidos         | Pepsi Center                   | 12,917 / 12,917             | $1,159,523   |
| 17 de agosto de 2017     | Tulsa              | Estados Unidos         | BOK Center                     | 12,069 / 12,069             | $961,178     |
| 18 de agosto de 2017     | Dallas             | Estados Unidos         | American Airlines Center       | 13,632 / 13,632             | $1,207,645   |
| 19 de agosto de 2017     | Houston            | Estados Unidos         | Toyota Center                  | 11,811 / 11,811             | $1,067,592   |
| 22 de agosto de 2017     | San Antonio        | Estados Unidos         | AT&T Center                    | 13,928 / 13,928             | $1,112,573   |
| 25 de agosto de 2017     | Duluth             | Estados Unidos         | Infinite Energy Arena          | 21,055 / 21,055             | $1,970,117   |
| 26 de agosto de 2017     | Duluth             | Estados Unidos         | Infinite Energy Arena          | 21,055 / 21,055             | $1,970,117   |
| 29 de agosto de 2017     | Tampa              | Estados Unidos         | Amalie Arena                   | 13,459 / 13,459             | $1,076,537   |
| 30 de agosto de 2017     | Miami              | Estados Unidos         | AmericanAirlines Arena         | 12,813 / 12,813             | $1,144,534   |
| 31 de agosto de 2017     | Orlando            | Estados Unidos         | Amway Center                   | 12,360 / 12,360             | $1,007,408   |
| 2 de septiembre de 2017  | Raleigh            | Estados Unidos         | PNC Arena                      | 13,805 / 13,805             | $1,134,012   |
| 3 de septiembre de 2017  | Charlotte          | Estados Unidos         | Spectrum Center                | 13,927 / 13,927             | $1,243,772   |
| 5 de septiembre de 2017  | North Charleston   | Estados Unidos         | North Charleston Coliseum      | 8,517 / 8,517               | $673,759     |
| 7 de septiembre de 2017  | Louisville         | Estados Unidos         | KFC Yum! Center                | 15,721 / 15,721             | $1,257,529   |
| 8 de septiembre de 2017  | Indianápolis       | Estados Unidos         | Bankers Life Fieldhouse        | 12,740 / 12,740             | $1,014,966   |
| 9 de septiembre de 2017  | Cleveland          | Estados Unidos         | Quicken Loans Arena            | 15,073 / 15,073             | $1,365,524   |
| 12 de septiembre de 2017 | Omaha              | Estados Unidos         | CenturyLink Center Omaha       | 13,990 / 13,990             | $1,125,765   |
| 15 de septiembre de 2017 | Rosemont           | Estados Unidos         | Allstate Arena                 | 26,346 / 26,346             | $2,347,880   |
| 16 de septiembre de 2017 | Rosemont           | Estados Unidos         | Allstate Arena                 | 26,346 / 26,346             | $2,347,880   |
| 19 de septiembre de 2017 | Washington D. C.   | Estados Unidos         | Verizon Center                 | 27,497 / 27,497             | $2,456,334   |
| 20 de septiembre de 2017 | Washington D. C.   | Estados Unidos         | Verizon Center                 | 27,497 / 27,497             | $2,456,334   |
| 22 de septiembre de 2017 | Boston             | Estados Unidos         | TD Garden                      | 25,590 / 25,590             | $2,295,216   |
| 23 de septiembre de 2017 | Boston             | Estados Unidos         | TD Garden                      | 25,590 / 25,590             | $2,295,216   |
| 26 de septiembre de 2017 | Pittsburgh         | Estados Unidos         | PPG Paints Arena               | 13,331 / 13,331             | $1,190,946   |
| 27 de septiembre de 2017 | Detroit            | Estados Unidos         | Little Caesars Arena           | 14,124 / 14,124             | $1,268,652   |
| 29 de septiembre de 2017 | Brooklyn           | Estados Unidos         | Barclays Center                | 41,066 / 41,066             | $3,658,480   |
| 30 de septiembre de 2017 | Brooklyn           | Estados Unidos         | Barclays Center                | 41,066 / 41,066             | $3,658,480   |
| 1 de octubre de 2017     | Brooklyn           | Estados Unidos         | Barclays Center                | 41,066 / 41,066             | $3,658,480   |
| 3 de octubre de 2017     | Columbus           | Estados Unidos         | Nationwide Arena               | 27,255 / 27,255             | $2,199,218   |
| 4 de octubre de 2017     | Columbus           | Estados Unidos         | Nationwide Arena               | 27,255 / 27,255             | $2,199,218   |
| 6 de octubre de 2017     | Nashville          | Estados Unidos         | Bridgestone Arena              | 27,721 / 27,721             | $2,503,808   |
| 7 de octubre de 2017     | Nashville          | Estados Unidos         | Bridgestone Arena              | 27,721 / 27,721             | $2,503,808   |
| Asia                     |                    |                        |                                |                             |              |
| 11 de noviembre de 2017  | Singapur           | Singapur               | Estadio Cubierto de Singapur   | 18,297 / 18,297             | $2,584,230   |
| 12 de noviembre de 2017  | Singapur           | Singapur               | Estadio Cubierto de Singapur   | 18,297 / 18,297             | $2,584,230   |
| 14 de noviembre de 2017  | Kuala Lumpur       | Malasia                | Axiata Arena                   | 11,597 / 11,597             | $980,033     |
| 16 de noviembre de 2017  | Bangkok            | Tailandia              | Impact Arena                   | 14,394 / 14,394             | $1,744,270   |
| 19 de noviembre de 2017  | Bombay             | India                  | Jio Garden                     | 11,103 / 11,103             | $1,100,040   |
| 23 de noviembre de 2017  | Dubái              | Emiratos Árabes Unidos | Autism Rocks Arena             | 23,272 / 23,272             | $2,783,800   |
| Europa                   |                    |                        |                                |                             |              |
| 19 de febrero de 2018    | Londres            | Reino Unido            | Indigo at The O2               | 2,056 / 2,717               | $244,719     |
| Oceanía                  |                    |                        |                                |                             |              |
| 2 de marzo de 2018       | Perth              | Australia              | Perth Stadium                  | 114,031 / 114,031           | $9,146,953   |
| 3 de marzo de 2018       | Perth              | Australia              | Perth Stadium                  | 114,031 / 114,031           | $9,146,953   |
| 7 de marzo de 2018       | Adelaida           | Australia              | Adelaide Oval                  | 62,915 / 62,915             | $5,103,599   |
| 9 de marzo de 2018       | Melbourne          | Australia              | Estadio Etihad                 | 256,622 / 256,622           | $20,838,652  |
| 10 de marzo de 2018      | Melbourne          | Australia              | Estadio Etihad                 | 256,622 / 256,622           | $20,838,652  |
| 11 de marzo de 2018      | Melbourne          | Australia              | Estadio Etihad                 | 256,622 / 256,622           | $20,838,652  |
| 12 de marzo de 2018      | Melbourne          | Australia              | Estadio Etihad                 | 256,622 / 256,622           | $20,838,652  |
| 15 de marzo de 2018      | Sídney             | Australia              | Estadio ANZ                    | 231,185 / 231,185           | $19,948,066  |
| 16 de marzo de 2018      | Sídney             | Australia              | Estadio ANZ                    | 231,185 / 231,185           | $19,948,066  |
| 17 de marzo de 2018      | Sídney             | Australia              | Estadio ANZ                    | 231,185 / 231,185           | $19,948,066  |
| 20 de marzo de 2018      | Brisbane           | Australia              | Estadio Suncorp                | 103,744 / 103,744           | $8,595,585   |
| 21 de marzo de 2018      | Brisbane           | Australia              | Estadio Suncorp                | 103,744 / 103,744           | $8,595,585   |
| 24 de marzo de 2018      | Auckland           | Nueva Zelanda          | Mount Smart Stadium            | 132,876 / 132,876           | $10,766,558  |
| 25 de marzo de 2018      | Auckland           | Nueva Zelanda          | Mount Smart Stadium            | 132,876 / 132,876           | $10,766,558  |
| 26 de marzo de 2018      | Auckland           | Nueva Zelanda          | Mount Smart Stadium            | 132,876 / 132,876           | $10,766,558  |
| 29 de marzo de 2018      | Dunedin            | Nueva Zelanda          | Estadio Forsyth Barr           | 105,014 / 105,014           | $8,475,218   |
| 31 de marzo de 2018      | Dunedin            | Nueva Zelanda          | Estadio Forsyth Barr           | 105,014 / 105,014           | $8,475,218   |
| 1 de abril de 2018       | Dunedin            | Nueva Zelanda          | Estadio Forsyth Barr           | 105,014 / 105,014           | $8,475,218   |
| Asia                     |                    |                        |                                |                             |              |
| 8 de abril de 2018       | Manila             | Filipinas              | Mall Of Asia Concert Grounds   | 18,752 / 18,752             | $2,412,506   |
| 11 de abril de 2018      | Osaka              | Japón                  | Osaka-jō Hall                  | 10,161 / 10,161             | $1,284,070   |
| 13 de abril de 2018      | Tokio              | Japón                  | Nippon Budokan                 | 19,549 / 19,549             | $2,504,547   |
| 14 de abril de 2018      | Tokio              | Japón                  | Nippon Budokan                 | 19,549 / 19,549             | $2,504,547   |
| Europa                   |                    |                        |                                |                             |              |
| 4 de mayo de 2018        | Cork               | Irlanda                | Páirc Uí Chaoimh               | 128,969 / 130,200           | $12,371,587  |
| 5 de mayo de 2018        | Cork               | Irlanda                | Páirc Uí Chaoimh               | 128,969 / 130,200           | $12,371,587  |
| 6 de mayo de 2018        | Cork               | Irlanda                | Páirc Uí Chaoimh               | 128,969 / 130,200           | $12,371,587  |
| 9 de mayo de 2018        | Belfast            | Irlanda                | Boucher Playing Fields         | 40,613 / 40,613             | $3,911,083   |
| 12 de mayo de 2018       | Galway             | Irlanda                | Pearse Stadium                 | 63,991 / 63,991             | $5,952,120   |
| 13 de mayo de 2018       | Galway             | Irlanda                | Pearse Stadium                 | 63,991 / 63,991             | $5,952,120   |
| 16 de mayo de 2018       | Dublín             | Irlanda                | Parque Fénix                   | 184,187 / 184,187           | $17,090,104  |
| 18 de mayo de 2018       | Dublín             | Irlanda                | Parque Fénix                   | 184,187 / 184,187           | $17,090,104  |
| 19 de mayo de 2018       | Dublín             | Irlanda                | Parque Fénix                   | 184,187 / 184,187           | $17,090,104  |
| 24 de mayo de 2018       | Mánchester         | Reino Unido            | Estadio Ciudad de Mánchester   | 215,600 / 219,452           | $19,806,800  |
| 25 de mayo de 2018       | Mánchester         | Reino Unido            | Estadio Ciudad de Mánchester   | 215,600 / 219,452           | $19,806,800  |
| 26 de mayo de 2018       | Mánchester         | Reino Unido            | Estadio Ciudad de Mánchester   | 215,600 / 219,452           | $19,806,800  |
| 27 de mayo de 2018       | Mánchester         | Reino Unido            | Estadio Ciudad de Mánchester   | 215,600 / 219,452           | $19,806,800  |
| 1 de junio de 2018       | Glasgow            | Reino Unido            | Hampden Park                   | 154,023 / 154,023           | $13,687,200  |
| 2 de junio de 2018       | Glasgow            | Reino Unido            | Hampden Park                   | 154,023 / 154,023           | $13,687,200  |
| 3 de junio de 2018       | Glasgow            | Reino Unido            | Hampden Park                   | 154,023 / 154,023           | $13,687,200  |
| 8 de junio de 2018       | Newcastle          | Reino Unido            | St James' Park                 | 149,226 / 149,226           | $13,498,865  |
| 9 de junio de 2018       | Newcastle          | Reino Unido            | St James' Park                 | 149,226 / 149,226           | $13,498,865  |
| 10 de junio de 2018      | Newcastle          | Reino Unido            | St James' Park                 | 149,226 / 149,226           | $13,498,865  |
| 14 de junio de 2018      | Londres            | Reino Unido            | Estadio de Wembley             | 299,013 / 301,428           | $28,726,438  |
| 15 de junio de 2018      | Londres            | Reino Unido            | Estadio de Wembley             | 299,013 / 301,428           | $28,726,438  |
| 16 de junio de 2018      | Londres            | Reino Unido            | Estadio de Wembley             | 299,013 / 301,428           | $28,726,438  |
| 17 de junio de 2018      | Londres            | Reino Unido            | Estadio de Wembley             | 299,013 / 301,428           | $28,726,438  |
| 21 de junio de 2018      | Cardiff            | Reino Unido            | Millennium Stadium             | 238,085 / 242,684           | $21,249,947  |
| 22 de junio de 2018      | Cardiff            | Reino Unido            | Millennium Stadium             | 238,085 / 242,684           | $21,249,947  |
| 23 de junio de 2018      | Cardiff            | Reino Unido            | Millennium Stadium             | 238,085 / 242,684           | $21,249,947  |
| 24 de junio de 2018      | Cardiff            | Reino Unido            | Millennium Stadium             | 238,085 / 242,684           | $21,249,947  |
| 28 de junio de 2018      | Ámsterdam          | Países Bajos           | Amsterdam Arena                | 102,463 / 102,463           | $7,722,001   |
| 29 de junio de 2018      | Ámsterdam          | Países Bajos           | Amsterdam Arena                | 102,463 / 102,463           | $7,722,001   |
| 1 de julio de 2018       | Werchter           | Bélgica                | Werchter Festival Park         | Festival                    | Festival     |
| 6 de julio de 2018       | París              | Francia                | Estadio de Francia             | 153,065 / 153,422           | $9,308,969   |
| 7 de julio de 2018       | París              | Francia                | Estadio de Francia             | 153,065 / 153,422           | $9,308,969   |
| 10 de julio de 2018      | Gotemburgo         | Suecia                 | Estadio Ullevi                 | 122,522 / 123,165           | $11,295,200  |
| 11 de julio de 2018      | Gotemburgo         | Suecia                 | Estadio Ullevi                 | 122,522 / 123,165           | $11,295,200  |
| 14 de julio de 2018      | Estocolmo          | Suecia                 | Friends Arena                  | 54,234 / 55,336             | $4,860,670   |
| 19 de julio de 2018      | Berlín             | Alemania               | Estadio Olímpico de Berlín     | 69,055 / 69,780             | $6,392,576   |
| 22 de julio de 2018      | Gelsenkirchen      | Alemania               | Veltins-Arena                  | 102,776 / 112,373           | $9,044,900   |
| 23 de julio de 2018      | Gelsenkirchen      | Alemania               | Veltins-Arena                  | 102,776 / 112,373           | $9,044,900   |
| 25 de julio de 2018      | Hamburgo           | Alemania               | Trabrennbahn Bahrenfeld        | 80,326 / 80,413             | $7,029,260   |
| 29 de julio de 2018      | Múnich             | Alemania               | Estadio Olímpico de Múnich     | 135,036 / 135,264           | $12,865,527  |
| 30 de julio de 2018      | Múnich             | Alemania               | Estadio Olímpico de Múnich     | 135,036 / 135,264           | $12,865,527  |
| 3 de agosto de 2018      | Zúrich             | Suiza                  | Letzigrund                     | 95,142 / 95,830             | $11,039,800  |
| 4 de agosto de 2018      | Zúrich             | Suiza                  | Letzigrund                     | 95,142 / 95,830             | $11,039,800  |
| 7 de agosto de 2018      | Viena              | Austria                | Estadio Ernst Happel           | 110,459 / 110,459           | $9,444,760   |
| 8 de agosto de 2018      | Viena              | Austria                | Estadio Ernst Happel           | 110,459 / 110,459           | $9,444,760   |
| 11 de agosto de 2018     | Varsovia           | Polonia                | Estadio Nacional de Varsovia   | 104,836 / 105,063           | $7,251,980   |
| 12 de agosto de 2018     | Varsovia           | Polonia                | Estadio Nacional de Varsovia   | 104,836 / 105,063           | $7,251,980   |
| Norteamérica             |                    |                        |                                |                             |              |
| 18 de agosto de 2018     | Pasadena           | Estados Unidos         | Estadio Rose Bowl              | 62,321 / 62,321             | $6,315,596   |
| 21 de agosto de 2018     | San Francisco      | Estados Unidos         | AT&T Park                      | 38,647 / 38,647             | $4,199,073   |
| 25 de agosto de 2018     | Seattle            | Estados Unidos         | CenturyLink Field              | 55,891 / 55,891             | $4,932,401   |
| 30 de agosto de 2018     | Toronto            | Canadá                 | Rogers Centre                  | 98,461 / 98,461             | $8,459,818   |
| 31 de agosto de 2018     | Toronto            | Canadá                 | Rogers Centre                  | 98,461 / 98,461             | $8,459,818   |
| 6 de septiembre de 2018  | Saint Louis        | Estados Unidos         | Busch Stadium                  | 41,522 / 41,522             | $3,726,271   |
| 8 de septiembre de 2018  | Detroit            | Estados Unidos         | Ford Field                     | 47,804 / 47,804             | $4,481,290   |
| 14 de septiembre de 2018 | Foxborough         | Estados Unidos         | Gillette Stadium               | 110,238 / 110,238           | $9,382,550   |
| 15 de septiembre de 2018 | Foxborough         | Estados Unidos         | Gillette Stadium               | 110,238 / 110,238           | $9,382,550   |
| 21 de septiembre de 2018 | East Rutherford    | Estados Unidos         | MetLife Stadium                | 107,500 / 107,500           | $11,220,207  |
| 22 de septiembre de 2018 | East Rutherford    | Estados Unidos         | MetLife Stadium                | 107,500 / 107,500           | $11,220,207  |
| 27 de septiembre de 2018 | Filadelfia         | Estados Unidos         | Lincoln Financial Field        | 59,450 / 59,450             | $5,161,683   |
| 29 de septiembre de 2018 | Pittsburgh         | Estados Unidos         | PNC Park                       | 41,014 / 41,014             | $4,169,874   |
| 4 de octubre de 2018     | Chicago            | Estados Unidos         | Soldier Field                  | 47,263 / 47,263             | $4,339,350   |
| 6 de octubre de 2018     | Nashville          | Estados Unidos         | Nissan Stadium                 | 45,888 / 45,888             | $3,954,931   |
| 13 de octubre de 2018    | Kansas City        | Estados Unidos         | Arrowhead Stadium              | 51,324 / 51,324             | $4,008,748   |
| 17 de octubre de 2018    | Fargo              | Estados Unidos         | Fargo Dome                     | 17,762 / 17,762             | $1,766,790   |
| 20 de octubre de 2018    | Minneapolis        | Estados Unidos         | U.S. Bank Stadium              | 49,359 / 49,359             | $4,512,422   |
| 24 de octubre de 2018    | Milwaukee          | Estados Unidos         | Miller Park                    | 37,288 / 37,288             | $3,390,498   |
| 27 de octubre de 2018    | Arlington          | Estados Unidos         | AT&T Stadium                   | 46,249 / 46,249             | $4,528,561   |
| 31 de octubre de 2018    | Nueva Orleans      | Estados Unidos         | Mercedes-Benz Superdome        | 42,295 / 42,295             | $2,827,815   |
| 3 de noviembre de 2018   | Houston            | Estados Unidos         | Minute Maid Park               | 39,354 / 39,354             | $3,985,595   |
| 7 de noviembre de 2018   | Tampa              | Estados Unidos         | Raymond James Stadium          | 51,120 / 51,120             | $4,197,412   |
| 9 de noviembre de 2018   | Atlanta            | Estados Unidos         | Mercedes-Benz Stadium          | 50,906 / 50,906             | $5,021,395   |
| Latinoamérica            |                    |                        |                                |                             |              |
| 13 de febrero de 2019    | São Paulo          | Brasil                 | Allianz Parque                 | 81,156 / 82,622             | $6,373,990   |
| 14 de febrero de 2019    | São Paulo          | Brasil                 | Allianz Parque                 | 81,156 / 82,622             | $6,373,990   |
| 17 de febrero de 2019    | Porto Alegre       | Brasil                 | Arena do Grêmio                | 38,635 / 39,995             | $3,074,240   |
| 20 de febrero de 2019    | Montevideo         | Uruguay                | Estadio Centenario             | 20,799 / 21,074             | $1,886,550   |
| 23 de febrero de 2019    | Buenos Aires       | Argentina              | Polo Fields                    | 40,130 / 40,987             | $2,406,860   |
| África                   |                    |                        |                                |                             |              |
| 23 de marzo de 2019      | Johannesburgo      | Sudáfrica              | Estadio Soccer City            | 128,977 / 128,977           | $7,153,430   |
| 24 de marzo de 2019      | Johannesburgo      | Sudáfrica              | Estadio Soccer City            | 128,977 / 128,977           | $7,153,430   |
| 27 de marzo de 2019      | Ciudad del Cabo    | Sudáfrica              | Estadio de Ciudad del Cabo     | 96,915 / 96,915             | $4,976,060   |
| 28 de marzo de 2019      | Ciudad del Cabo    | Sudáfrica              | Estadio de Ciudad del Cabo     | 96,915 / 96,915             | $4,976,060   |
| Asia                     |                    |                        |                                |                             |              |
| 4 de abril de 2019       | Taoyuan            | Taiwán                 | Taoyuan City Stadium           | 28,136 / 28,136             | $3,312,190   |
| 9 de abril de 2019       | Tokio              | Japón                  | Tokyo Dome                     | 47,454 / 47,454             | $6,092,370   |
| 13 de abril de 2019      | Kuala Lumpur       | Malasia                | Estadio Nacional Bukit Jalil   | 40,351 / 43,743             | $2,871,470   |
| 17 de abril de 2019      | Hong Kong          | Hong Kong              | Hong Kong Disneyland           | 20,294 / 20,294             | $2,853,320   |
| 21 de abril de 2019      | Seúl               | Corea del Sur          | Songdo Moonlight Festival Park | 24,910 / 25,033             | $2,657,640   |
| 23 de abril de 2019      | Osaka              | Japón                  | Domo de Osaka                  | 37,790 / 37,790             | $4,855,440   |
| 26 de abril de 2019      | Ciudad de Singapur | Singapur               | Estadio Nacional de Singapur   | 49,810 / 49,810             | $5,565,410   |
| 28 de abril de 2019      | Bangkok            | Tailandia              | Estadio Rajamangala            | 29,119 / 32,691             | $3,565,360   |
| 3 de mayo de 2019        | Yakarta            | Indonesia              | Estadio Bung Karno             | 48,959 / 52,060             | $4,763,680   |
| Europa                   |                    |                        |                                |                             |              |
| 24 de mayo de 2019       | Lyon               | Francia                | Groupama Arena                 | 157,070 / 162,563           | $11,639,153  |
| 25 de mayo de 2019       | Lyon               | Francia                | Groupama Arena                 | 157,070 / 162,563           | $11,639,153  |
| 26 de mayo de 2019       | Lyon               | Francia                | Groupama Arena                 | 157,070 / 162,563           | $11,639,153  |
| 29 de mayo de 2019       | Burdeos            | Francia                | Estadio Matmut Atlantique      | 41,449 / 41,716             | $2,756,574   |
| 1 de junio de 2019       | Lisboa             | Portugal               | Estádio da Luz                 | 118,085 / 118,085           | $8,910,674   |
| 2 de junio de 2019       | Lisboa             | Portugal               | Estádio da Luz                 | 118,085 / 118,085           | $8,910,674   |
| 7 de junio de 2019       | Barcelona          | España                 | Estadio Olímpico de Montjuic   | 54,658 / 54,658             | $4,126,520   |
| 11 de junio de 2019      | Madrid             | España                 | Wanda Metropolitano            | 51,944 / 51,944             | $3,793,350   |
| 14 de junio de 2019      | Florencia          | Italia                 | Firenze Rocks                  |                             |              |
| 16 de junio de 2019      | Roma               | Italia                 | Estadio Olímpico de Roma       | 58,959 / 58,959             | $4,549,350   |
| 19 de junio de 2019      | Milán              | Italia                 | Estadio San Siro               | 54,892 / 54,892             | $4,020,920   |
| 23 de junio de 2019      | Hockenheim         | Alemania               | Hockenheimring                 | 191,120 / 202,888           | $16,289,640  |
| 24 de junio de 2019      | Hockenheim         | Alemania               | Hockenheimring                 | 191,120 / 202,888           | $16,289,640  |
| 28 de junio de 2019      | Klagenfurt         | Austria                | Wörthersee Stadion             | 67,535 / 67,535             | $6,279,570   |
| 29 de junio de 2019      | Klagenfurt         | Austria                | Wörthersee Stadion             | 67,535 / 67,535             | $6,279,570   |
| 3 de julio de 2019       | Bucarest           | Rumania                | Arena Națională                | 48,044 / 48,044             | $2,984,810   |
| 7 de julio de 2019       | Praga              | República Checa        | Letiště Letňany                | 139,036 / 157,980           | $11,454,940  |
| 8 de julio de 2019       | Praga              | República Checa        | Letiště Letňany                | 139,036 / 157,980           | $11,454,940  |
| 12 de julio de 2019      | Riga               | Letonia                | Lucavsala Park                 | 50,437 / 50,437             | $3,982,565   |
| 19 de julio de 2019      | Moscú              | Rusia                  | Otkrytie Arena                 | 39,841 / 39,841             | $3,585,231   |
| 23 de julio de 2019      | Helsinki           | Finlandia              | Helsinki-Malmi Airport         | 100,082 / 120,000           | $9,481,707   |
| 24 de julio de 2019      | Helsinki           | Finlandia              | Helsinki-Malmi Airport         | 100,082 / 120,000           | $9,481,707   |
| 27 de julio de 2019      | Oodense            | Dinamarca              | Tusindårsskoven                | 87,768 / 87,768             | $8,661,263   |
| 28 de julio de 2019      | Oodense            | Dinamarca              | Tusindårsskoven                | 87,768 / 87,768             | $8,661,263   |
| 2 de agosto de 2019      | Hannover           | Alemania               | Messegelande                   | 131,538 / 148,721           | $12,560,432  |
| 3 de agosto de 2019      | Hannover           | Alemania               | Messegelande                   | 131,538 / 148,721           | $12,560,432  |
| 7 de agosto de 2019      | Budapest           | Hungría                | Festival Sziget                | Festival                    | Festival     |
| 10 de agosto de 2019     | Reikiavik          | Islandia               | Laugardalsvöllur               | 43,830 / 56,642             | $7,180,912   |
| 11 de agosto de 2019     | Reikiavik          | Islandia               | Laugardalsvöllur               | 43,830 / 56,642             | $7,180,912   |
| 16 de agosto de 2019     | Leeds              | Reino Unido            | Roundhay                       | 136,358 / 140,000           | $12,405,249  |
| 17 de agosto de 2019     | Leeds              | Reino Unido            | Roundhay                       | 136,358 / 140,000           | $12,405,249  |
| 23 de agosto de 2019     | Ipswich            | Reino Unido            | Parque Chantry                 | 139,984 / 181,548           | $12,971,665  |
| 24 de agosto de 2019     | Ipswich            | Reino Unido            | Parque Chantry                 | 139,984 / 181,548           | $12,971,665  |
| 25 de agosto de 2019     | Ipswich            | Reino Unido            | Parque Chantry                 | 139,984 / 181,548           | $12,971,665  |
| 26 de agosto de 2019     | Ipswich            | Reino Unido            | Parque Chantry                 | 139,984 / 181,548           | $12,971,665  |
| Total                    | Total              | Total                  | Total                          | 8,787,593 / 8,956,901 (98%) | $776,200,000 |

### Conciertos cancelados
| Día                      | Ciudad      | País           | Recinto                         | Motivo                                                                               |
| ------------------------ | ----------- | -------------- | ------------------------------- | ------------------------------------------------------------------------------------ |
| 17 de septiembre de 2017 | Saint Louis | Estados Unidos | Scottrade Center                | Precauciones por la seguridad.                                                       |
| 22 de octubre de 2017    | Taipéi      | Taiwán         | Nangang Exhibition Center       | Fractura de codo izquierdo y muñeca derecha en un accidente de bicicleta en Londres. |
| 29 de octubre de 2017    | Seúl        | Corea del Sur  | Olympic Park                    | Fractura de codo izquierdo y muñeca derecha en un accidente de bicicleta en Londres. |
| 4 de noviembre de 2017   | Hong Kong   | Hong Kong      | AsiaWorld-Expo                  | Fractura de codo izquierdo y muñeca derecha en un accidente de bicicleta en Londres. |
| 5 de noviembre de 2017   | Hong Kong   | Hong Kong      | AsiaWorld-Expo                  | Fractura de codo izquierdo y muñeca derecha en un accidente de bicicleta en Londres. |
| 9 de noviembre de 2017   | Yakarta     | Indonesia      | Indonesia Convention Exhibition | Fractura de codo izquierdo y muñeca derecha en un accidente de bicicleta en Londres. |